# Swordfish (Sudoku)
Pour les articles homonymes, voir Swordfish.
La méthode swordfish est une technique de résolution de sudoku basée sur le X-wing permettant l'élimination de plusieurs candidats dans les grilles de niveau de difficulté élevé.

## Principe
Pour un candidat spécifique, un swordfish  est constitué par trois lignes, chacune ne contenant pas plus de trois cases avec le candidat en question ; ces cases doivent être sur les trois mêmes colonnes. Le modèle, ainsi déterminé, représente donc une grille de neuf cases dont certaines peuvent ne pas contenir le candidat : dans ce cas, tous les candidats se trouvant sur les colonnes extérieures au modèle peuvent être exclus sans risque.
Le modèle peut évidemment fonctionner dans l’autre sens, en inversant lignes et colonnes.
Cette approche peut être généralisée pour des grilles de seize et vingt-cinq cases mais il n’est pas sûr que le cas existe.

## Illustration

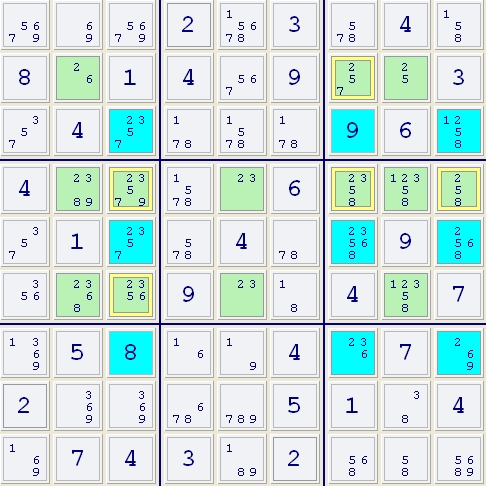
Illustration d'un swordfish

- Dans la grille de sudoku ci-contre, les cases contenant le candidat 2 ont été colorées, en plus du 8 et du 9 qui ont été mis en bleu pour plus de clarté.
- Trois lignes (3, 5 et 7) n’ont chacune que 2 ou 3 cases avec le candidat 2 ; ces candidats sont dans les mêmes colonnes.
- Le swordfish est formé, il est représenté par les cases bleues.
- Les cinq candidats ne faisant pas partie du swordfish et situés dans les mêmes colonnes (3, 7 et 9), cerclées de jaune sur l'illustration, peuvent être éliminés sans risque.